# Desautelsita
La desautelsita és un mineral de la classe dels carbonats, que pertany al grup de la hidrocalcita. Va ser anomenada per P.J. Dunn, D.R. Peacor, i T.D. Palmer l'any 1979 en honor de Paul Ernest Desautels, químic i conservador de mineralogia al Museu d'Història Natural de l'Institut Smithsonian, EUA. La desautelsita és l'anàleg de Mn3+ de la piroaurita.

## Característiques
La desautelsita és un carbonat de fórmula química Mg₆Mn₂³⁺(OH)₁₆[CO₃]·4H₂O. Cristal·litza en el sistema trigonal. La seva duresa a l'escala de Mohs és 2.
Segons la classificació de Nickel-Strunz, la desautelsita pertany a «05.DA: Carbonats amb anions addicionals, amb H₂O, amb cations de mida mitjana» juntament amb els següents minerals: dypingita, hidromagnesita, giorgiosita, widgiemoolthalita, artinita, indigirita, clorartinita, otwayita, zaratita, kambaldaïta, cal·laghanita, claraïta, hidroscarbroïta, scarbroïta, quintinita, charmarita, stichtita-2H, brugnatel·lita, clormagaluminita, hidrotalcita-2H, piroaurita-2H, zaccagnaïta, comblainita, caresita, hidrotalcita, piroaurita, reevesita, stichtita i takovita.

## Formació i jaciments
La desautelsita es troba incrustada en brucita i en serpentinites. Ha estat descrita al Japó i als Estats Units, on es troba la seva localitat tipus.